# Lingue gallo-italiche

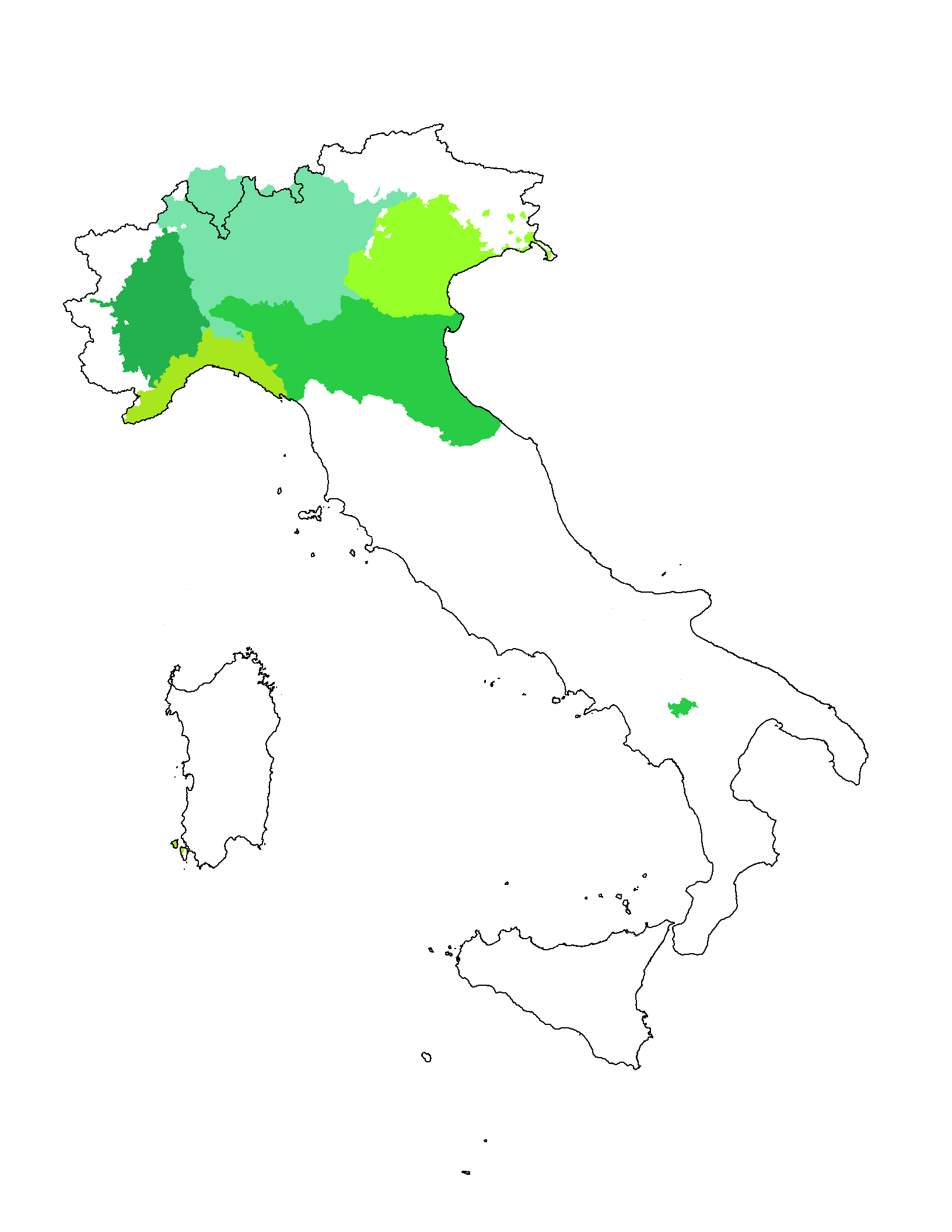
Estensione delle lingue gallo-italiche, includendo anche la lingua veneta

Le lingue gallo-italiche (più semplicemente gallo-italico o anche dialetti gallo-italici, nell'ambito di studio della sociolinguistica e della dialettologia italiane), costituiscono una famiglia linguistica caratterizzata da elementi di transizione tra il sistema gallo-romanzo e quello italo-romanzo.
La collocazione del gallo-italico nei due sistemi superiori può quindi variare nei diversi campi di studio, in quanto talvolta considerato nell'ambito delle lingue gallo-romanze e talvolta invece in quello delle lingue italo-romanze.
Il termine gallo-italico fu introdotto per la prima volta da Ottavio Mazzoni-Toselli nel 1831, ma la sua diffusione fu dovuta a Bernardino Biondelli, che lo riprese nel suo Saggio sui dialetti gallo-italici del 1853; poi da Graziadio Isaia Ascoli, che lo utilizzò in un suo contributo sull’Italia dialettale per l’Enciclopedia Britannica del 1880, in seguito pubblicato anche sull’Archivio glottologico italiano del 1882; infine da Giovan Battista Pellegrini nella Carta dei Dialetti d'Italia del 1977.
I dialetti di questa famiglia, figli del latino volgare parlato nell'Italia settentrionale in epoca romana, sarebbero caratterizzati da un substrato celtico (gallo-cisalpino) e da un superstrato germanico (in massima parte longobardo), anche se possono presentarsi altri influssi (ad esempio ligure o retico).
Tra il XIII e il XV secolo diedero vita ad una lingua letteraria comune, all'epoca conosciuta come lombarda, prima dell'affermarsi della moderna lingua italiana, in diglossia con la quale continueranno ad essere parlate.

## Storia
Secondo la teoria ottocentesca del sostrato – che risale a Carlo Cattaneo, ma che fu in seguito ripresa anche da Bernardino Biondelli e Graziadio Isaia Ascoli – le caratteristiche contemporanee dei dialetti romanzi di tipo gallo-italico si spiegano con le vicende storiche dei territori in cui si sono sviluppati.
Durante i secoli precedenti la romanizzazione, l'Italia settentrionale era abitata da diversi popoli, tra cui i Liguri e i Veneti, ma anche dagli Etruschi, presenti in Pianura Padana dalla fase più arcaica della cultura villanoviana; questi ultimi fondarono la città di Bologna e diffusero l'utilizzo della scrittura.
Successivamente, a partire dal V secolo a.C., l'area vide la penetrazione da nord delle Alpi di tribù galliche, di lingua celtica: tali popoli fondarono diverse città, come Milano, ed estesero la loro presenza fino all'Adriatico; la lingua gallica parlata a sud delle Alpi in questo periodo prenderà il nome di gallico cisalpino.
Il loro sviluppo venne fermato dall'espansione romana a partire dal III secolo a.C.: dopo secoli di lotte, nel 194 a.C. l'intera regione divenne una provincia romana con il nome di Gallia Cisalpina (ossia "regione dei Galli", nome usato dai romani per indicare i Celti, "da questo lato delle Alpi").
Nel corso degli anni, la cultura e la lingua dei Romani, il latino, si sovrapposero e finirono per sostituire quelle precedenti, così come più tardi nella Gallia transalpina; tanto che nel 42 a.C. la provincia della Gallia Cisalpina fu infine abolita e l'Italia romana venne a inglobare tutti i territori a sud delle Alpi.
La lingua parlata non perse comunque ogni traccia di quelle precedenti, portando alla formazione di un volgare locale con tracce fonetiche e lessicali di vari substrati (soprattutto gallico, ma anche venetico, ligure, retico, etrusco), conservando così i legami della regione con la Gallia transalpina, e parlandosi quindi di un'unica ampia popolazione gallo-romana, che sopravvivrà all'Impero; come scrive Giovan Battista Pellegrini nel saggio Il cisalpino e il retoromanzo (1993):
(Giovan Battista Pellegrini)
Dopo la caduta dell'Impero d'Occidente, il Nord Italia fu conquistato dagli Ostrogoti, che diedero vita all'omonimo regno, la cui capitale fu prima Ravenna e, dopo il 540, Pavia; nel 568 i Longobardi, un altro popolo germanico, entrarono nel Nord Italia attraverso il Friuli e fondarono un proprio regno duraturo, con capitale ancora Pavia.
Dopo le prime difficoltà, le relazioni tra i dominatori Longobardi e la popolazione gallo-romana migliorarono, e la lingua e la cultura longobarda si assimilarono con quella preesistente, come è evidente dai numerosi nomi, parole e leggi affermatisi in quel periodo; il regno longobardo terminò nel 774, quando il re dei Franchi Carlo Magno conquistò Pavia ed annesse il Regno Longobardo all'Impero carolingio, cambiandone il nome in Regno d'Italia.

Ciononostante, la porzione superiore del Regno longobardo, detta Langobardia Maior, in contrapposizione alla Langobardia Minor incentrata nel Sud Italia, lascerà in eredità il proprio nome (Lombardia) a tutta l'area, che sarà ancora utilizzato per indicare l'Italia settentrionale, poi ridotta a quella nord-occidentale, fino alla fine dell'età moderna: l'identità linguistica di questa regione resterà quindi visibile anche nei secoli del Basso Medioevo, quando - a partire dal XII-XIII secolo, con la diffusione delle pubblicazioni in volgare - si sviluppò una lingua letteraria comune a tutta l'Italia settentrionale, all'epoca conosciuta come lingua lombarda (oggi indicata invece come koinè padana, o anche lombardo-veneta o alto-italiana).
(Adolfo Mussafia, Monumenti antichi di dialetti italiani, 1864, pag.229)
La koinè lombarda sopravvisse fino al XV secolo, quando iniziò ad affermarsi la norma toscana, che porterà progressivamente all'adozione della lingua italiana moderna come lingua tetto (ossia come lingua scritta comune, a livello letterario e formale) anche di tutta la regione alto-italiana; solo successivamente all'Unità d'Italia, però, l'italiano standard diverrà una lingua diffusamente parlata, affiancando - e spesso sostituendo - le lingue gallo-italiche nell'uso comune.
L'origine del galloitalico in Basilicata e Cilento è associato a varie popolazioni medievali: alla presenza longobarda tra i secoli VII e XI, i quali fondarono il florido Principato di Salerno; ai signori normanni, che dominarono dal secolo XI al XII; infine al regno angioino, a cominciare dal XIII secolo. Assieme a tali popoli giunsero inoltre nel meridione signori feudali originari dell'Italia settentrionale. In particolare la Contea di Policastro, al confine tra Cilento e Basilicata, in epoca normanna fu dominio dei Marchesi di Monferrato.
Il gallo-italico è stato quindi parlato negli ultimi secoli sempre più in diglossia con l'italiano (situazione che indica l'alternanza di due o più lingue/dialetti di registro diverso nello stesso gruppo di parlanti); durante quest'ultimo periodo le varietà gallo-italiche hanno assorbito, in misura diversa, elementi fonologici, morfologici e lessicali di tipo toscano (processo definito appunto di toscanizzazione), allontanandole parzialmente dalle altre lingue gallo-romanze e dando luogo alla situazione odierna.
Nel 1853 il linguista Bernardino Biondelli ha realizzato il primo studio dialettologico sistematico su questa famiglia linguistica, il noto Saggio sui dialetti gallo-italici, nel quale ha ripartito il gallo-italico in tre varietà principali, a loro volta suddivise in diversi gruppi e dialetti, indagandone la storia e le caratteristiche salienti: lombardo, emiliano (comprendente anche il romagnolo) e pedemontano (oggi detto piemontese), non includendo però nella sua definizione di gallo-italico non solo il veneto, ma nemmeno il ligure; le definizioni e le analisi del Saggio sono state alla base di numerose opere successive.

## Diffusione

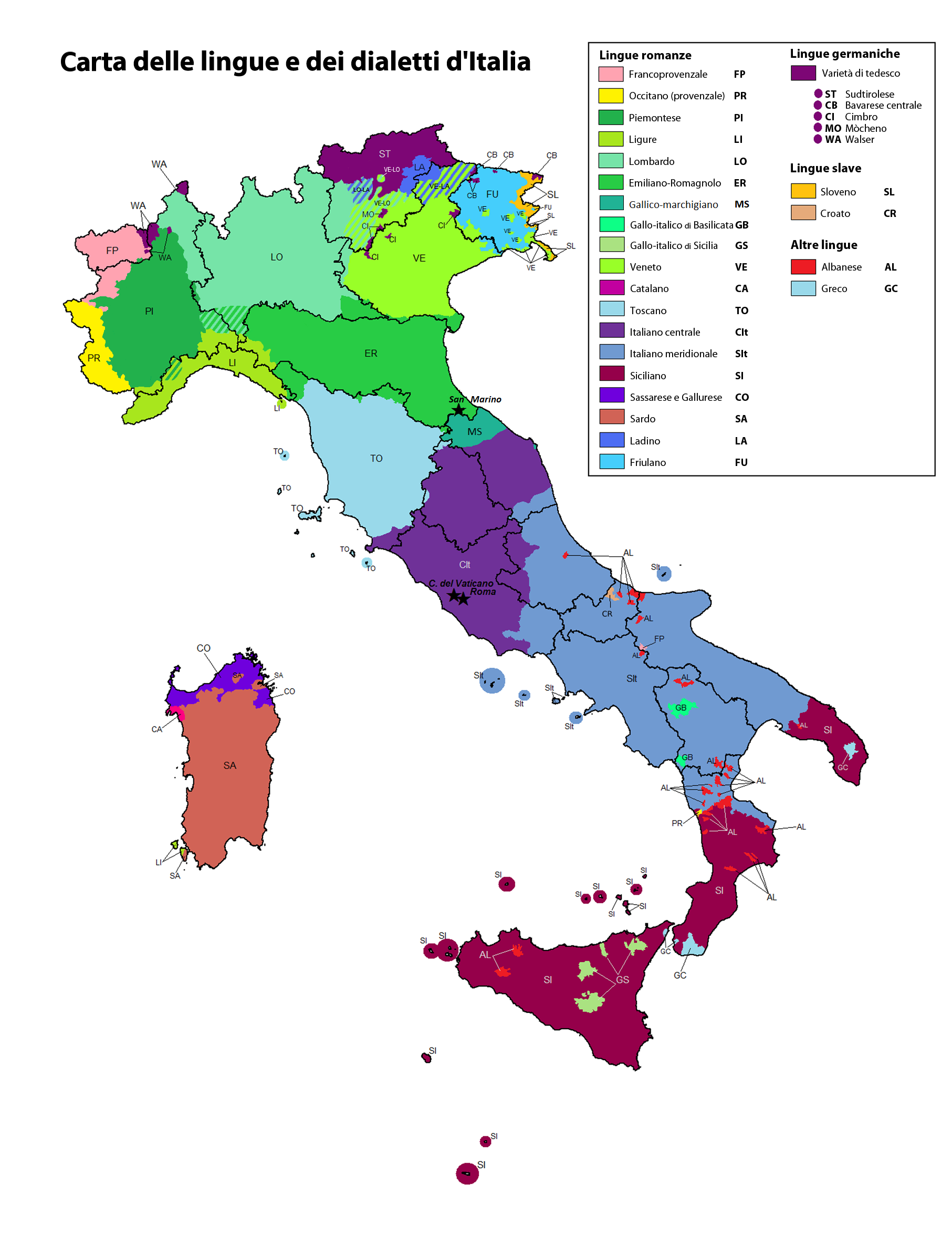
Rappresentazione delle lingue e dei dialetti d'Italia incluse le minoranze linguistiche. Le lingue gallo-italiche sono marcate in diversi toni di verde.

Le lingue gallo-italiche sono principalmente diffuse nell'Italia settentrionale (Emilia-Romagna, Liguria, Lombardia e Piemonte), ma raggiungono anche il nord delle Marche (quasi tutta la provincia di Pesaro e Urbino e in parte la provincia di Ancona) e della Toscana (la provincia di Massa-Carrara eccetto l'area massese, alcune frazioni della Montagna Pistoiese, la cosiddetta Romagna toscana e l'estremità nord-orientale della provincia di Arezzo). Isole linguistiche alloglotte sono presenti in Italia meridionale e nelle Isole, con i dialetti gallo-italici di Basilicata, Cilento e di Sicilia, e una varietà ligure parlata in Sardegna; al di fuori dei confini italiani si estendono in Svizzera (Canton Ticino e Grigioni italiano), a San Marino e a Monaco.
Tra le lingue regionali italiane sono quelle più in pericolo, poiché nelle principali città del loro areale (Milano, Torino, Genova, Bologna) sono adoperate prevalentemente dagli anziani.
La classificazione del veneto come lingua gallo-italica non è accettata da tutti i linguisti; se siti come Ethnologue e Glottolog lo classificano tuttora come lingua gallo-italica, la Treccani in articoli recenti esclude il veneto dalla lingue gallo-italiche, perché «i dialetti veneti si distinguono nettamente dai dialetti gallo-italici.»

## Fonologia
Nonostante la ricca articolazione linguistica, sono presenti nelle lingue gallo-italiche caratteri di unitarietà
Caratteristiche comuni nei dialetti gallo-italici, molte delle quali li accomunano al gallo-romanzo, sono:
- l'indebolimento delle sillabe atone (sincope, fortissimo soprattutto in emiliano e in romagnolo, ma comune anche in piemontese);
- l'assenza di alcune o tutte le consonanti geminate (consonanti lunghe);
- la generale tendenza all'apocope (caduta) delle vocali finali diverse da a, fenomeno al quale è tuttavia estraneo il ligure.
- la palatalizzazione di a tonica latina in sillaba libera;
- la presenza, in molte varietà, delle vocali anteriori arrotondate /y/ ed /ø/, dette anche vocali turbate;
- la lenizione: le occlusive sorde /p/, /t/, /k/ intervocaliche del latino vengono sonorizzate e in molte varietà cadono (es. latino rotam > lombardo /ˈrøda/, ligure /ˈrøva/'røa, piemontese /ˈrua/; “ruota”)[32];
- l'utilizzo del pronome clitico soggetto obbligatorio, come in francese, data la caduta delle finali nelle coniugazioni dei verbi;
- la forma tonica dei pronomi personali soggetto derivati dalle forme oblique ME e TE che hanno sostituito le forme EGO e TU (vedi lombardo, ligure e piemontese /mi/ e /ti/, e l'emiliano /me/ e /te/);[33]
- la risoluzione palatale autonoma dei nessi CL e GL in /ʧ/ e /ʤ/ (es. latino clavem > lombardo /ʧa:f/, "chiave"), seppur alcune zone periferiche conservano gli originali nessi latini, mente altre presentano le forme intermedie /c/ e /ɟ/;[31]
- metafonia, tuttavia questo carattere è in forte declino ed è scomparso dalla maggior parte dei dialetti urbani.[34]

Caratteristiche che furono invece proprie dei dialetti gallo-romanzi dell'Italia settentrionale in epoca medievale, ma retrocessi rapidamente nel gallo-italico e sopravvissuti fino ad oggi solo in alcune varietà alpine isolate, sono:
- la palatalizzazione di /k/ e /g/ quando seguite da /a/: ad esempio i lombardo-alpini /can/ (it. "cane") e /ɟat/ (it. "gatto"), analogamente ai francesi chien e chat;
- il mantenimento dei nessi consonantici in presenza di /l/: ad esempio i lombardo-alpini /blank/ (it. "bianco"), /klaf/ (it. "chiave"), /ˈflama/ (it. "fiamma"), /glaʧ/ (it. "ghiaccio"), /pløf/ (it. "piove"), analogamente ai francesi blanc, clef, flamme, glace e il pleut;
- i plurali sigmatici e la coniugazione della seconda persona del singolare con -s finale, con i primi perduti intorno al XIII secolo, portando così alla differenziazione dalle lingue retoromanze.

## Varietà

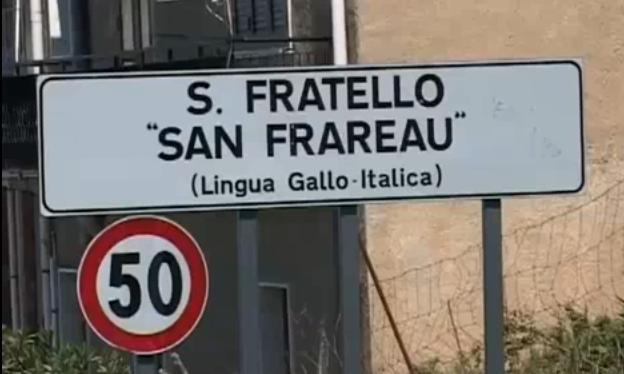
Segnale bilingue in italiano e in gallo-italico del comune di San Fratello, provincia di Messina

All'interno del gallo-italico possiamo riconoscere dei sistemi più ristretti e omogenei (tra parentesi i relativi codici ISO 639-3):
- piemontese (pms), parlato in quasi tutto il Piemonte (esclusa la maggior parte delle province di Novara e Verbania e la parte meridionale e orientale della provincia di Alessandria), in Liguria (in parte della Val Bormida in provincia di Savona)[37][38] e Lombardia (Lomellina occidentale in provincia di Pavia); in Valle d'Aosta e nelle altre vallate occidentali è ampiamente conosciuto, ma non come lingua autoctona; ha avuto un ruolo sociale notevole nel corso della colonizzazione gringa della Pampa Argentina, dove è tuttora conosciuta[39].
- lombardo (lmo), parlato in quasi tutta la Lombardia, in Piemonte (nelle province di Novara e del Verbano-Cusio-Ossola), nella Svizzera italiana (Canton Ticino e Grigioni italiano) e in Trentino (nelle Giudicarie).
- ligure (lij), parlata in Liguria, basso Piemonte (principalmente nel Novese e Ovadese), e come variante a Mentone e Roccabruna e a Bonifacio in Francia, nel Principato di Monaco e in Sardegna (Dialetto tabarchino) nei comuni di Carloforte nell'isola di San Pietro e Calasetta nell'isola di Sant'Antioco.
- emiliano (egl), parlato in Emilia, in Lombardia (parte centrale e meridionale della provincia di Pavia e gran parte di quella di Mantova), in Piemonte (dialetto tortonese in provincia di Alessandria), in Toscana (nella provincia di Massa-Carrara eccetto l'area massese. e in alcune frazioni della Montagna Pistoiese),[22][23][24] in Liguria (Lunigiana della provincia di La Spezia) e nel Veneto meridionale (la Transpadana ferrarese in provincia di Rovigo).
- romagnolo (rgn), parlato in Romagna e nella Repubblica di San Marino, oltre che in Toscana (la cosiddetta Romagna toscana in Provincia di Firenze, e alcune frazioni montane in provincia di Arezzo).
- gallo-piceno, parlato nelle Marche settentrionali: quasi tutta la provincia di Pesaro-Urbino, circondario di Senigallia,  e isola linguistica del Monte Conero (secondo alcune classificazioni variante autonoma del gallo-italico[40] per la presenza di elementi italo-centrali[41], secondo altre da collegare direttamente al romagnolo[42]).
- gallo-italico di Sicilia (lmo[43]), parlato in alcune comunità della province di Enna e di Messina, con tracce anche nel catanese, siracusano, palermitano e nel ragusano.
- gallo-italico di Basilicata e Cilento[25], parlato in alcuni centri della provincia di Potenza e della provincia di Salerno.

## Classificazione

Diagramma riassuntivo della classificazione delle lingue romanze, nel quale il gallo-italico è rappresentato contemporaneamente sia nel gruppo romanzo occidentale, insieme al gallo-romanzo, sia nel gruppo tradizionale dell'italo-romanzo.

Il gallo-italico costituisce un'area di transizione tra caratteristiche proprie delle lingue gallo-romanze e di quelle italo-romanze, dovuta alla storia specifica del territorio, come trattato nella sezione storica; per tale ragione, nei diversi ambiti di studio (linguistica storica, linguistica descrittiva, sociolinguistica, ecc) lo si può trovare alternativamente considerato in entrambe le famiglie.
Per via delle sue caratteristiche morfologiche e filogenetiche, dovute in massima parte al comune substrato, è associato tanto alla famiglia delle lingue gallo-romanze, quanto al più ampio gruppo romanzo occidentale, laddove il confine di quest'ultimo viene stabilito sulla linea Massa-Senigallia.
In altri casi, per ragioni di natura prevalentemente sociolinguistica, viene collegato alla famiglia delle lingue italo-romanze, in considerazione soprattutto della convivenza con l'italiano quale lingua tetto e della situazione di conseguente diglossia con esso protrattasi negli ultimi secoli.

### Classificazione gallo-romanza
Nell'Atlante delle lingue del mondo in pericolo, nell'edizione del 2010 redatta dall'UNESCO, le varietà gallo-italiche (piemontese, ligure, lombardo ed emiliano-romagnolo) sono indicate come parte delle lingue gallo-romanze al di fuori delle lingue d'oïl, insieme a francoprovenzale e veneto; allo stesso modo, la classificazione proposta nel Red book on endangered languages, pubblicato sempre dall'UNESCO nel 1993, inseriva le lingue gallo-italiche all'interno del gruppo gallo-romanzo, assieme a francese, francoprovenzale e veneto (tutte lingue romanze occidentali):
- gallo-romanzo
  - francese
  - francoprovenzale
  - gallo-italico
  - veneto

La classificazione di Ethnologue (compendio di lingue pubblicato dal SIL International) inserisce attualmente le lingue gallo-italiche, tra le quali è incluso il veneto, nel gruppo gallo-romanzo, assieme al gallo-retico, che a sua volta riunisce le lingue d'oïl (francese e francoprovenzale) e quelle reto-romanze :
- romanzo
  - occidentale
    - gallo-iberico
      - gallo-romanzo
        - gallo-italico
          - emiliano [egl]
          - ligure [lij]
          - lombardo [lmo]
          - piemontese [pms]
          - romagnolo [rgn]
          - veneto [vec]

        - gallo-retico
          - lingue d'oïl
            - francese [fra]
            - arpitano [frp]

          - reto-romanzo (3)
            - friulano [fur]
            - ladin [lld]
            - romancio [roh]

Allo stesso modo, l'Istituto dell'Enciclopedia Italiana Treccani include il gallo-italico nelle definizioni di galloromanzo (all'interno del suo dizionario) e di dialetti galloromanzi (nella voce dell'enciclopedica).
Altri linguisti, del passato e del presente, hanno proposto dei sistemi di classificazione che prevedono l'apparentamento delle lingue gallo-italiche al galloromanzo: Pierre Bec, linguista francese e occitanista, parla direttamente di galloromanzo d'Italia o cisalpino; Max Pfister dell'Università della Saarland è sulla stessa lunghezza d'onda; anche un recente studio dialettometrico ha dato ulteriore sostegno a questa posizione
Molte di queste considerazioni sono state espresse nel Convegno internazionale di studi, svoltosi a Trento il 21-23 ottobre 1993 e intitolato Italia Settentrionale: crocevia di idiomi romanzi; queste tengono anche conto dell'esistenza, nei secoli precedenti al Cinquecento, della koinè lombardo-veneta (all'epoca citata come lombardo), una lingua letteraria comune che arrivò a un certo grado di assestamento, prima di retrocedere di fronte al toscano.

### Classificazione italo-romanza
La classificazione più comunemente oggetto di insegnamento nei maggiori atenei italiani divide gli idiomi parlati in Italia nei gruppi retoromanzo, italoromanzo e sardo.
La prima suddivisione del sistema italoromanzo proposta fu da Giovan Battista Pellegrini nei gruppi alto-italiano, toscano e centromeridionale (esclusi i gruppi retoromanzo e sardo, solo in seguito considerati autonomi); una classificazione più recente distingue però i gruppi gallo-italico, veneto (ancora a volte chiamati nel loro insieme come alto-italiani), toscano, mediano, meridionale e meridionale estremo:
- italoromanzo
  - gallo-italico
  - veneto
  - istrioto
  - toscano
  - mediano
  - meridionale
  - meridionale estremo

Tra i linguisti che hanno incluso i dialetti gallo-italici tra i dialetti italoromanzi, si ricorda il linguista Gerhard Rohlfs che, nella sua Grammatica storica della lingua italiana e dei suoi dialetti, include nella sua analisi tutti i dialetti settentrionali italiani (piemontesi, liguri, lombardi, emiliano-romagnoli e veneti, incluso il dialetto lombardo parlato in Svizzera) da lui considerati dialetti italo-romanzi, nel mentre esclude dalla trattazione il ladino e il friulano (lingue retoromanze).
Secondo il dialettologo Fiorenzo Toso, i caratteri che il gallo-italico condivideva con le lingue gallo-romanze sono ancora presenti nel primo solo residualmente (come il plurale in -s e la conservazione dei nessi consonantici); sarebbe quindi proprio la scomparsa di questi fenomeni a fissare in maniera ormai consolidata il confine tra gallo-romanzo e italo-romanzo sulle Alpi occidentali.

## Comparazione della frase: "Chiude sempre la finestra prima di cenare."
| Italiano                                    | (Ella) chiude sempre la finestra prima di cenare.                    |
| Latino                                      | (Illa) Claudit semper fenestram antequam cenet.                      |
| Aquilano                                    | Essa dde sera chiue sempre la fenestra prima de cenà.                |
| Bresciano (lombardo orientale)              | (Lé) La sèra semper sö la finèstra enacc de senà.                    |
| Milanese (lombardo occidentale)             | (Lee) La sara semper su la fenestra innanz de disnà.                 |
| Ticinese (lombardo alpino)                  | (Lee) La sara ades la fenestra inanz de disnà.                       |
| Piacentino (emiliano)                       | Le la sära sëimpar sö/sü la finestra prima da snä                    |
| Bolognese (emiliano)                        | (Lî) la sèra sänper la fnèstra prémma ed dṡnèr.                      |
| Cesenate (romagnolo)                        | (Lî) la ciöd sèmpar la fnèstra prèmma d' z'nèr.                      |
| Riminese (romagnolo)                        | (Léa) la ciùd sémpre la fnèstra prèima ad z'né.                      |
| Pesarese (gallo-piceno)                     | Lìa la chiód sénpre la fnèstra préma d' ć'nè.                        |
| Fanese (gallo-piceno)                       | Lìa chìud sèmper la fnestra prima d' c'né.                           |
| Senigalliese (gallo-piceno)                 | Lia chiud sèmpr la fnestra prima d' c'nà.                            |
| Piemontese                                  | (Chila) a sara tavòta la fnestra dnans ëd fé sin-a.                  |
| Canavesano (piemontese)                     | (Chilà) a sera tavòta la fnestra dvant ëd far sèina.                 |
| Alto monferrino (piemontese)                | (Chila) a sèra dë long ra fnestra anans ëd fé sèin-na                |
| Carrarino                                   | Lê al sèr(e) sènpr la fnestra(paravento) prima d' zena.              |
| Massese                                     | Le' al sère/chiode sènpre la fnesc'tra(paravento) prima de c'nare.   |
| Ligure                                      | Lê a særa de lóngo o barcón primma de çenn-a.                        |
| Tabarchino (dialetto ligure della Sardegna) | Lé a sère fissu u barcun primma de çenò.                             |
| Romancio                                    | Ella clauda/serra adina la fanestra avant ch'ella tschainia.         |
| Noneso (ladino)                             | (Ela) la sera semper la fenestra inant zenar.                        |
| Solandro (ladino)                           | La sèra sempro (sèmper) la fenèstra prima (danànt) da cenàr.         |
| Friulano                                    | Jê e siere simpri il barcon prin di cenâ.                            |
| Veneto                                      | (Eła) ła sèra/ła sara senpre el balcón vanti çenar.                  |
| Trentino                                    | (Éla) la sèra sèmper/sémpre giò/zo la fenèstra prima de cenar/zenar. |
| Istrioto rovignese                          | Gila insiera senpro el balcon preîma da senà.                        |
| Siciliano                                   | Iḍḍa chiùi sempri la finestra anti ca mancia â sira.                 |
| Napoletano                                  | Essa abbarrechée sempe 'a fenesta primma ca cene.                    |
| Salentino                                   | Iddhra chiute sèmpre la fenéscia prìma cu mangia te sira.            |
| Montalbano Elicona                          | Illa 'nchiùri sempri a finesthra anzi che mangia a sera              |
| Fiorentino (toscano)                        | Lei la chiude sempre la finestra prima di cenà.                      |
| Corso                                       | Ella chjudi sempri a finestra primma di cenà.                        |
| Tifernate                                   | Lî chjåd sènpre la fneštra prèma d'cenè (zenè).                      |
| Perugino                                    | Lia chiud sempre la fnestra prima d' cenè.                           |
| Sardo                                       | Issa serrat semper sa bentana in antis de chenare.                   |